# Georg Benick
Georg Benick, né le 2 juillet 1901 à Lübeck et mort le 11 janvier 1992 dans cette même ville, est un entomologiste allemand. Il est le fils de Ludwig Benick, coléoptérologiste spécialiste des staphylins du genre Stenus, et devient lui-même spécialiste de cette famille, notamment du genre Atheta.
À sa mort, sa collection de staphylins est transférée au Muséum d'histoire naturelle de Genève, quand le reste de sa collection va au Musée d'histoire naturelle de Lübeck.